# Duncan Dunbar

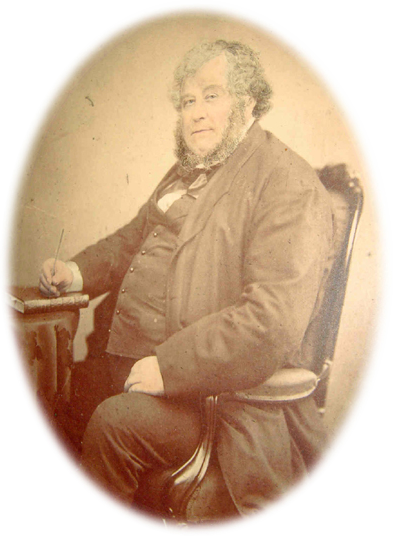
Duncan Dunbar

Duncan Dunbar (II) (* 9. September 1803 in Limehouse, Middlesex; † 6. März 1862 in Paddington, London) war ein britischer Reeder und Händler.

## Leben
Dunbar wurde 1803 in Limehouse als ältester Sohn des Brauers und Spirituosenhändlers Duncan Dunbar (I) geboren. Mit sieben oder acht Jahren wurde er zur Forres grammar School in Forres geschickt. Drei Jahre später wurde Dunbar an der Privatakademie von Reverend Patrick Forbes in Boharm unterrichtet. Nach zwei Jahren im Alter von 13 besuchte Dunbar die Universität von Aberdeen, wohin auch sein Lehrer Forbes gezogen war und nach zwei weiteren Jahren verließ er Aberdeen und begann eine kaufmännische Ausbildung im elterlichen Betrieb in London.
Mit 21 Jahren wurde Duncan als Partner seines Vaters und im Jahr darauf starb Dunbar Senior und sein Sohn führte das Geschäft weiter. 1827 erwarb Dunbar die Hälfte eines kleinen Handelsseglers, der Belzoni und betrieb diese über mehrere Jahre. Von 1835 bis 1842 wuchs die Flotte auf elf Einheiten und in den folgenden Jahren baute Dunbar die Reederei mit der weltweit größten Handelsflotte auf. Zwischen 1849 und 1859 wurden neun Schiffe auf Dunbar’s eigener Werft in Moulmein in Burma gebaut. Zum Höhepunkt zählte die Reederei 43 Schiffe und in den späten 1850er Jahren wurden immer noch mehr als 40 Segler betrieben. Im Jahr 1852 gründete Dunbar die London Chartered Bank of Australia, deren Vorsitz er bis zu seinem Tod innehatte.
Im November 1862 starb Duncan Dunbar in seinem Haus in Porchester Terrace, Paddington. Da sich kein Nachfolger für den kompletten Betrieb fand, wurde Dunbars 39 Einheiten umfassende Flotte in den beiden Jahren nach seinem Tod veräußert und die Reederei aufgelöst. Dunbars Geschäftsführer Edward Gellatly übernahm 13 Schiffe seines ehemaligen Arbeitgebers und gründete die Reederei Gellatly, Hankey & Sewell, die später im Unternehmen Esperenza International Service aufging.

## Kontorflagge

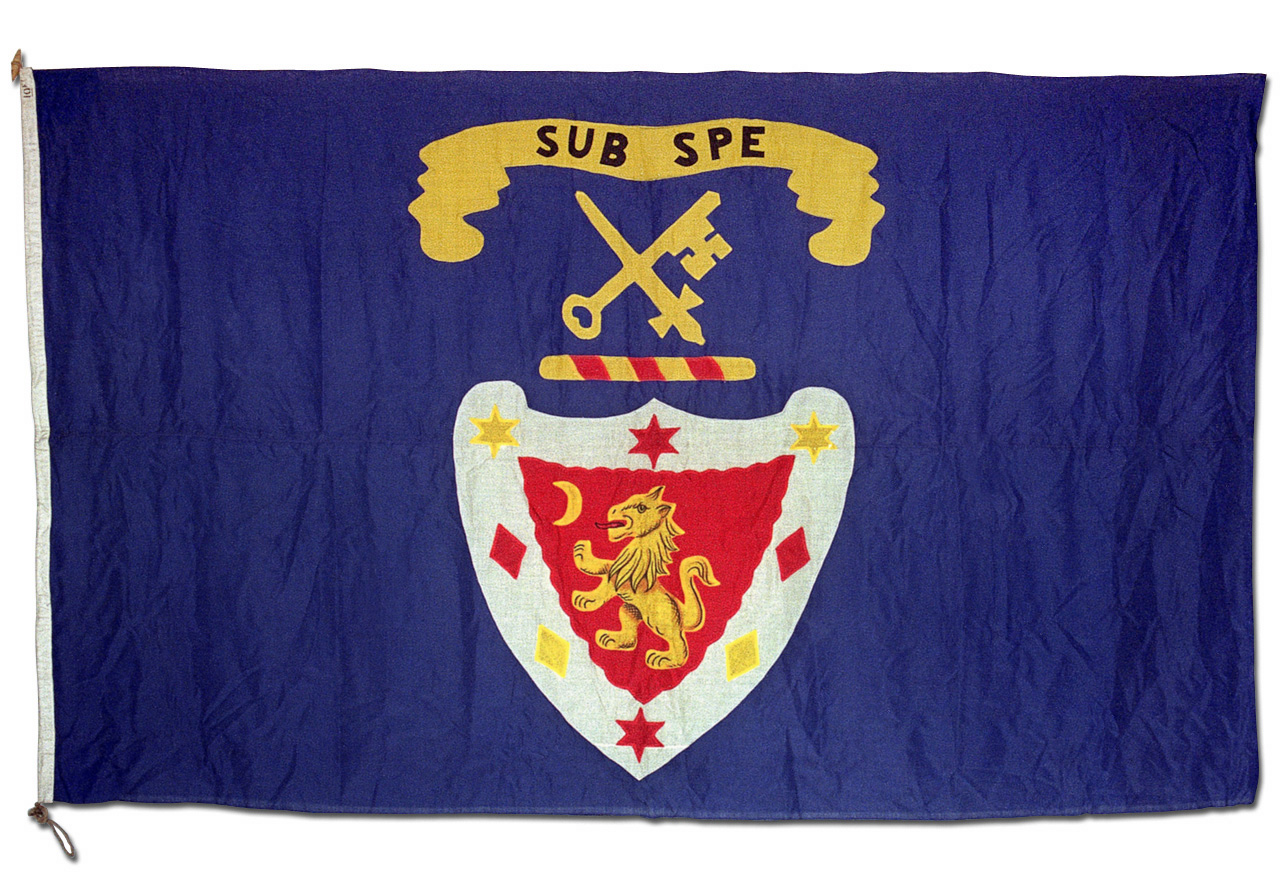

Die Hausflagge der Reederei zeigte auf blauem Untergrund einen schottischen Löwen vor einem Wappenschild unter gekreuzten Schlüssel und Schwert. Darüber war der lateinische Wahlspruch Sub Spe auf einer Banderole abgebildet.